# Wacław Ławrentjew
Wacław Ławrentjew (ur. 1899, zm. 12 czerwca 1944 w Brandenburgu) – rosyjski wojskowy, podoficer Wojska Polskiego, w okresie międzywojennym w 58 Pułku Piechoty, w okresie okupacji hitlerowskiej dowódca podporządkowanej AK siatki wywiadowczej S-VII, aresztowany w listopadzie 1943 roku, ścięty w Brandenburgu 12 czerwca 1944 roku.